# Hebei

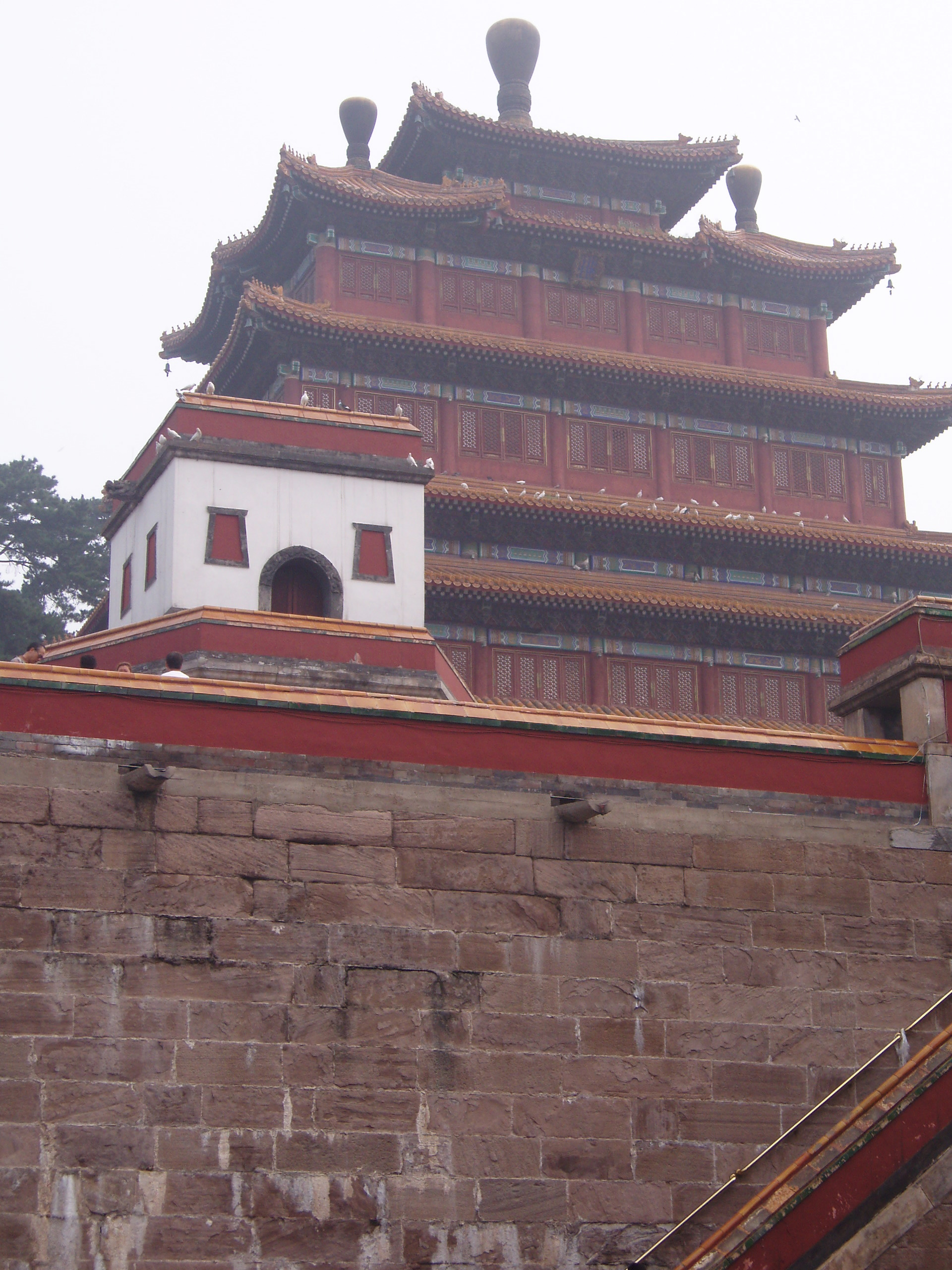
Puning-Tempel in Chengde

Hebei (chinesisch 河北, Pinyin Héběi, W.-G. Ho-pei, früher nach Post Hopeh) ist eine Provinz im Norden der Volksrepublik China. Die Abkürzung für den Provinznamen lautet jì (冀 ‚Hoffnung‘), der sich von der Präfektur und dem antiken Staat Ji ableitet, in dem sich die Provinz einmal befand.
Zhili war vor 1928 der alte Name von Hebei. Zur Zeit des Chinesischen Kaiserreichs war die Provinz seit der Ming-Dynastie direkt dem Kaiserhof unterstellt.
Das Provinzgebiet umschließt die beiden Millionenstädte Peking und Tianjin, die als regierungsunmittelbare Städte nicht zu Hebei gehören. Sie hat eine Fläche von 187.700 km² und eine Bevölkerung von 74,61 Millionen (2020).
Der Name, zusammengesetzt aus hé (河 – „Fluss“) und běi (北 – „Norden“), bedeutet „nördlich des Flusses“ und bezieht sich auf ihre Lage nördlich des Gelben Flusses (Huáng Hé).

## Geographie und Klima
Die Provinz Hebei liegt an Chinas nördlicher Küste am Golf von Bohai. Das Provinzgebiet umschließt die regierungsunmittelbaren Städte Peking und Tianjin. Im Nordosten grenzt Hebei an die Provinz Liaoning, im Norden an die Innere Mongolei, im Westen an Shanxi, im Süden an Henan und im Südosten an Shandong.
Die Topographie ist überwiegend flach und die Höhe über dem Meeresspiegel fällt von Nordwesten nach Südosten ab. Bergland macht etwa 35 % der Fläche aus, Hochebenen etwa 12 % und die Tiefebenen, das Hügelland sowie die Becken insgesamt etwa 50 %. Entlang der nördlichen Grenze zieht sich das Yan-Gebirge (Yanshan) dessen Gipfel über 1000 Meter Höhe erreichen. Hier befindet sich am östlichen Ende der Großen Mauer der Shanhaiguan, oder Shanhai-Pass, ein Übergang der Großen Mauer, der historisch von besonderer strategischer Bedeutung war und als „erster Pass unter dem Himmel“ (天下第一关) galt. Im Nordwesten liegt die Zhangbei-Hochebene, die ein Teil des Plateaus der Inneren Mongolei ist und überwiegend aus ausgedehntem Weideland besteht. An der Westgrenze zur Nachbarprovinz Shanxi verläuft der Taihangshan (Taihang-Gebirge). An seinem nördlichen Rand befindet sich der Berg Xiaowutai (小五台山,  Xiǎowǔtái Shān), der mit einer Höhe von 2882 Metern der höchste Gipfel der Provinz ist. Das Zentrum der Provinz und die Küstenregion wird von einer ausgedehnten flachen Ebene eingenommen, deren Höhe über dem Meeresspiegel allgemein kaum 50 Meter erreicht. Sie bildet einen Teil der Nordchinesischen Ebene bzw. deren nördlichen Teil, der Haihe-Ebene und ist das Hauptanbaugebiet der Provinz für Getreide und Baumwolle. Größter Fluss der Provinz ist der Haihe, dessen Einzugsgebiet etwa zwei Drittel Hebeis umfasst.
Das Klima Hebeis ist gemäßigt kontinental und vom Monsun beeinflusst, aber ansonsten ungefähr vergleichbar zum Klima Deutschlands. Der Winter ist kalt mit wenig Schnee, der Frühling windig und trocken, der Sommer warm und regenreich. Der Herbst gilt als angenehmste Jahreszeit mit reichlich Sonnenschein und angenehmen Temperaturen. Die Jahresmitteltemperatur variiert zwischen etwa 0 °C im nördlichen Bergland und 13 °C im Süden. Je nach Höhenlange und nördlicher oder südlicher Lage gibt es zwischen 110 und 220 frostfreie Tage im Jahr. Der Jahresniederschlag beträgt 400 bis 800 mm und nimmt von Süden nach Norden ab. Der Niederschlag konzentriert sich in den Sommermonaten und erfolgt oft in Form von Wolkenbrüchen. Die Zhangbei-Hochebene hat ein trockeneres Klima mit einem Jahresniederschlag von weniger als 400 mm.

## Geschichte
Die Ebenen von Hebei waren vor 450.000 Jahren die Heimat des Peking-Menschen, einer Unterart des Homo erectus. Auf dem Gebiet Hebeis finden sich sehr alte archäologische Spuren früher organisierter menschlicher Gemeinschaften. An der Fundstätte Nanzhuangtou wurden im Jahr 1986 archäologische Evidenzen für Hirseanbau (Kolbenhirse und Sorghumhirse) entdeckt, deren Alter auf ungefähr 10.000 bis 10.500 Jahre geschätzt wurde. Der Fundort Cishan (Stadt Wu’an) wurde namensgebend für die gleichnamige neolithische Kultur, die auf die Zeit zwischen 5400 und 5100 v. Chr. datiert wird. Hebei war zusammen mit den heutigen Provinzen Henan, Shanxi, Shandong und Jiangxi ein Zentrum der altchinesischen Shang-Dynastie (etwa 1750–1100 v. Chr.). Während der Zeit der streitenden Reiche (475 bis 221 v. Chr.) gehörte der Norden Hebeis zum Staat Yan und der Süden zu den Staaten Zhongshan, Zhao und Wei. Aus diesem Umstand entstand der alternative Name Yanzhao (燕趙 / 燕赵,  yànzhào) für Hebei. Zur Zeit der Han-Dynastie (206 v. Chr. bis 220 n. Chr.) gab es im südlichen Hebei einen Bezirk Ji (冀州,  jìzhōu), wovon sich die spätere Abkürzung (冀,  Jì) für Hebei ableitet. Während der Tang-Dynastie wurde die Verwaltungsgrenze am Gelben Fluss gezogen, womit der Ursprung des Provinznamens „Hebei“ (河北 – „nördlich des Flusses“) begründet war. Die Region hatte damals große militärstrategische Bedeutung als Vorposten gegen die Kitan-Barbaren im Norden. Die Zahl der in Hebei zu diesem Zweck stationierten Soldaten wurde auf etwa 300.000 zur Zeit der Song-Dynastie (960–1279) geschätzt. Die mongolische Yuan-Dynastie unterstellte Hebei 960 direkt der Hauptstadt Dadu (heute Peking) und die Provinz erhielt die Bezeichnung Beizhili (北直隸 / 北直隶,  Bĕizhílì – „nördliches direkt unterstelltes Gebiet, Nord-Zhili“). Während der späten Ming-Dynastie machte sich der Gelehrte Xu Guangqi um die Förderung des Nassreis-Anbaus in Hebei verdient. Die verbesserte Ernährungslage machte die später folgende Bevölkerungsexpansion während der Qing-Zeit erst möglich. Die Provinz der Qing-Dynastie (1644–1911), die nun einfach Zhili (直隸) hieß, wurde durch einen Vizekönig (直隸總督,  Zhílì zŏngdū) regiert, der ab 1730 seinen Sitz in der Stadt Baoding hatte.
Nach der Xinhai-Revolution 1911 war Zhili die Heimatprovinz verschiedener Generale der Beiyang-Regierung. Im Zuge der Konsolidierung Chinas unter der Kuomintag 1928 erhielt die Provinz ihren heutigen Namen. Nach der Besetzung der Mandschurei 1931 und der Errichtung Mandschukuos 1932 wurde Hebei zu einer Pufferzone zwischen der Republik China und den von Japan besetzten nördlichen Nachbarprovinzen Rehe sowie Chahar. 1935 setzte die japanische Besatzungsmacht in Tongzhou einen aus kollaborierenden chinesischen Warlords gebildeten Autonomen Militärrat von Ost-Hebei ein. Nach dem Tongzhou-Zwischenfall 1937 besetzten japanische Truppen bis 1945 Hebei und Peking vollständig.
Im Rahmen der administrativen Neugliederung nach Gründung der Volksrepublik China 1949 wurde Hebei sukzessive durch Gebietsangliederungen vergrößert. 1952 kamen im Norden Gebiete der aufgelösten Provinz Chahar hinzu. 1956 wurde Hebei bei der Auflösung der Provinz Rehe um die Stadt Chengde und acht weitere Kreise vergrößert. Außerdem gewann Hebei weitere Gebiete, u. a die Stadt Shanhaiguan hinzu. 1958 wurde auch Tianjin in die Provinz eingegliedert und die Provinzverwaltung dorthin verlegt. 1966 wurde Tianjin regierungsunmittelbare Stadt und die Provinzverwaltung Hebeis nahm erneut in Baoding ihren Sitz. 1968 wurde die Provinzhauptstadt von Baoding nach Zhangjiakou verlegt.
Am 28. Juli 1976 wurde die Stadt Tangshan von einem heftigen Erdbeben erschüttert, mit einer Serie von kleineren Beben im Verlaufe des ganzen Jahrzehnts. Nach offiziellen Angaben kamen insgesamt über 240.000 Menschen ums Leben (siehe Beben von Tangshan 1976).

## Administrative Gliederung
Hebei setzt sich aus elf bezirksfreien Städten zusammen. Die bezirksfreien Städte bestehen insgesamt wiederum aus 49 Stadtbezirken, 21 kreisfreien Städten, 91 Kreisen, 6 autonomen Kreisen (drei für die Mandschu, zwei für die Hui und einen für Mongolen und Mandschu) (Stand 2020). Insgesamt gab es im Jahr 2020 167 Verwaltungseinheiten auf Kreisebene. Auf Gemeindeebene bestanden im gleichen Jahr 2.253 Verwaltungseinheiten: 310 Straßenviertel, 1.230 Großgemeinden, 671 Gemeinden und 42 Nationalitätengemeinden.
| Verwaltungs- einheit                      | Chin.        | Hanyu Pinyin       | Verwaltungs- zentrum | Fläche (km²) | Einwohner (2020) |
| ----------------------------------------- | ------------ | ------------------ | -------------------- | ------------ | ---------------- |
| Hebei                                     | 河北省       | Héběi Shěng        | Shijiazhuang         | 188.544,71   | 74.610.235       |
| — Bezirksfreie Städte —                   |              |                    |                      |              |                  |
| Shijiazhuang                              | 石家庄市     | Shíjiāzhuāng Shì   | Chang’an             | 14.060,14    | 11.235.086       |
| Tangshan                                  | 唐山市       | Tángshān Shì       | Lubei                | 14.151,46    | 7.717.983        |
| Qinhuangdao                               | 秦皇岛市     | Qínhuángdǎo Shì    | Haigang              | 7.802,93     | 3.136.879        |
| Handan                                    | 邯郸市       | Hándān Shì         | Congtai              | 12.065,47    | 9.413.990        |
| Xingtai                                   | 邢台市       | Xíngtái Shì        | Xiangdu              | 12.433,26    | 7.111.106        |
| Baoding                                   | 保定市       | Bǎodìng Shì        | Jingxiu              | 22.184,95    | 11.437.217       |
| Zhangjiakou                               | 张家口市     | Zhāngjiākǒu Shì    | Qiaoxi               | 36.796,53    | 4.118.908        |
| Chengde                                   | 承德市       | Chéngdé Shì        | Shuangqiao           | 39.489,53    | 3.354.444        |
| Cangzhou                                  | 沧州市       | Cāngzhōu Shì       | Yunhe                | 14.304,27    | 7.300.783        |
| Langfang                                  | 廊坊市       | Lángfāng Shì       | Guangyang            | 6.419,38     | 5.464.087        |
| Hengshui                                  | 衡水市       | Héngshuǐ Shì       | Taocheng             | 8.836,78     | 4.212.933        |
| — Nationales neues Gebiet —               |              |                    |                      |              |                  |
| Xiong’an                                  | 雄安新区     | Xióng ān Xīnqū     | Rongcheng            | 1576,6       | 1.205.440        |
| — Besonderes Verwaltungsgebiet —          |              |                    |                      |              |                  |
| Huabeiyoutian                             | 华北油田地区 | Huáběiyóutián Dìqū | Huizhan dao zhonduan | 367          | 126.586          |
| — Provinzunmittelbare kreisfreie Städte — |              |                    |                      |              |                  |
| Xinji                                     | 辛集市       | Xīnjí Shì          | Xinji                | 951          | 594.628          |
| Dingzhou                                  | 定州市       | Dìngzhōu Shì       | Nancheng             | 1.274        | 1.095.986        |

Gouverneur der Provinz ist seit 2017 Xu Qin.

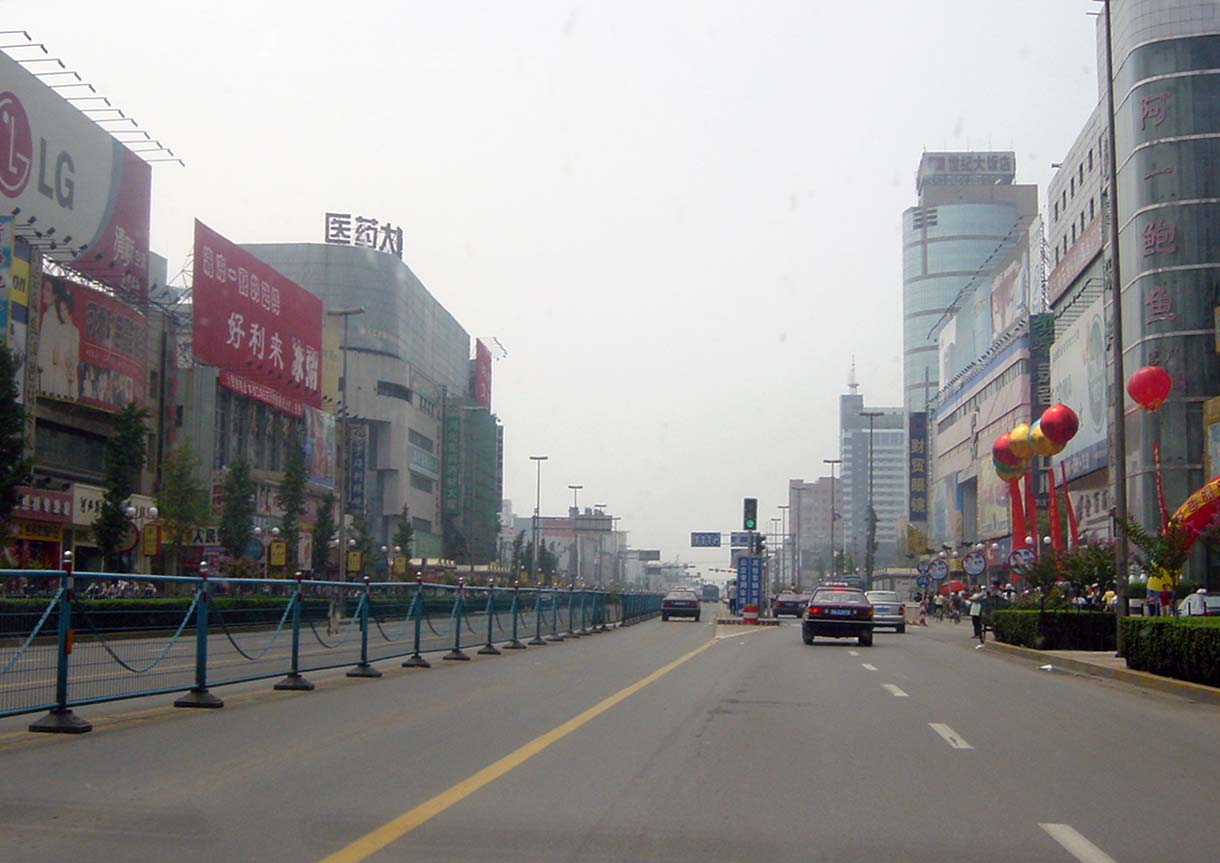
Provinzhauptstadt Shijiazhuang

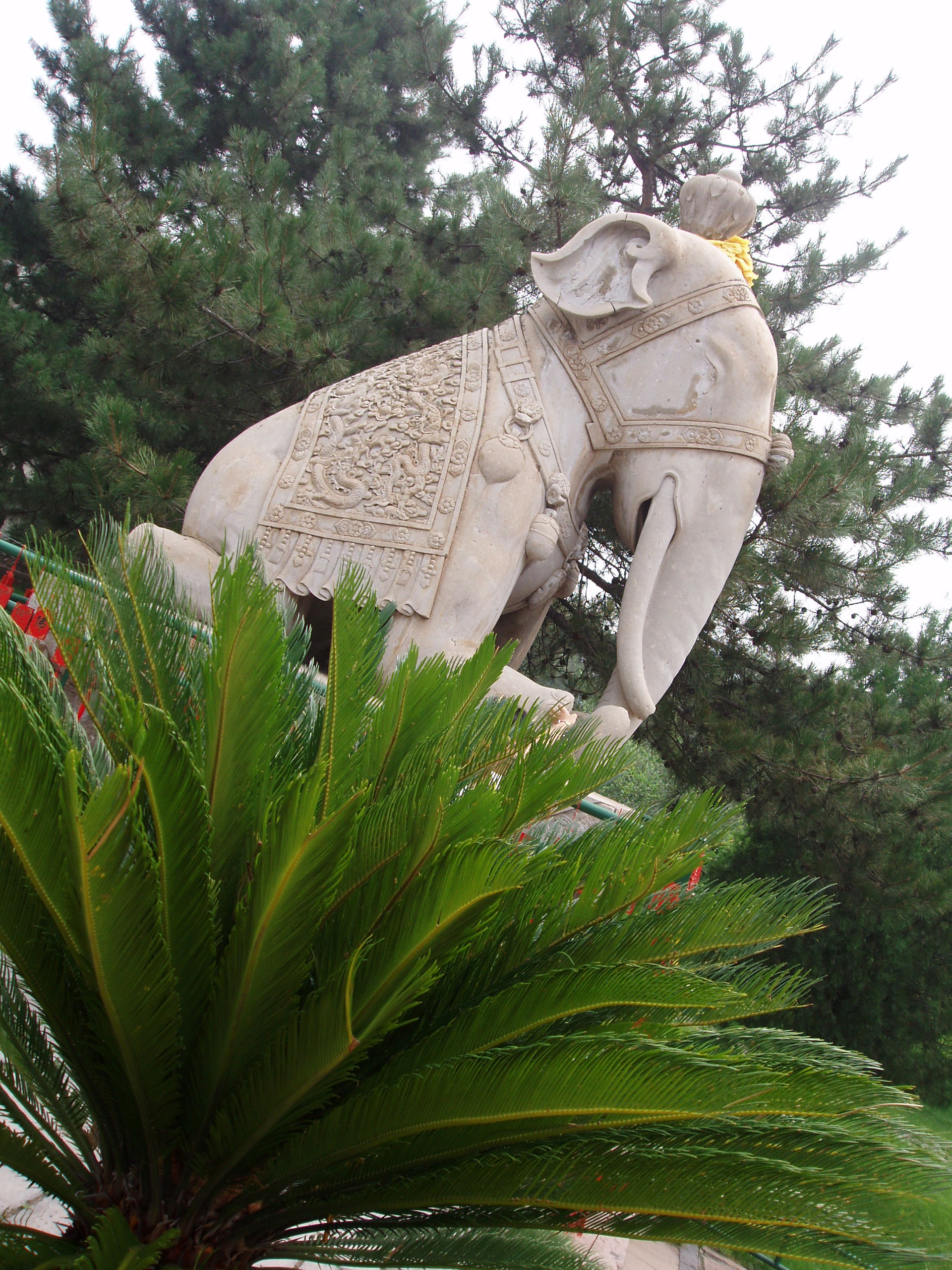
Putuo Zongcheng Tempel in Chengde

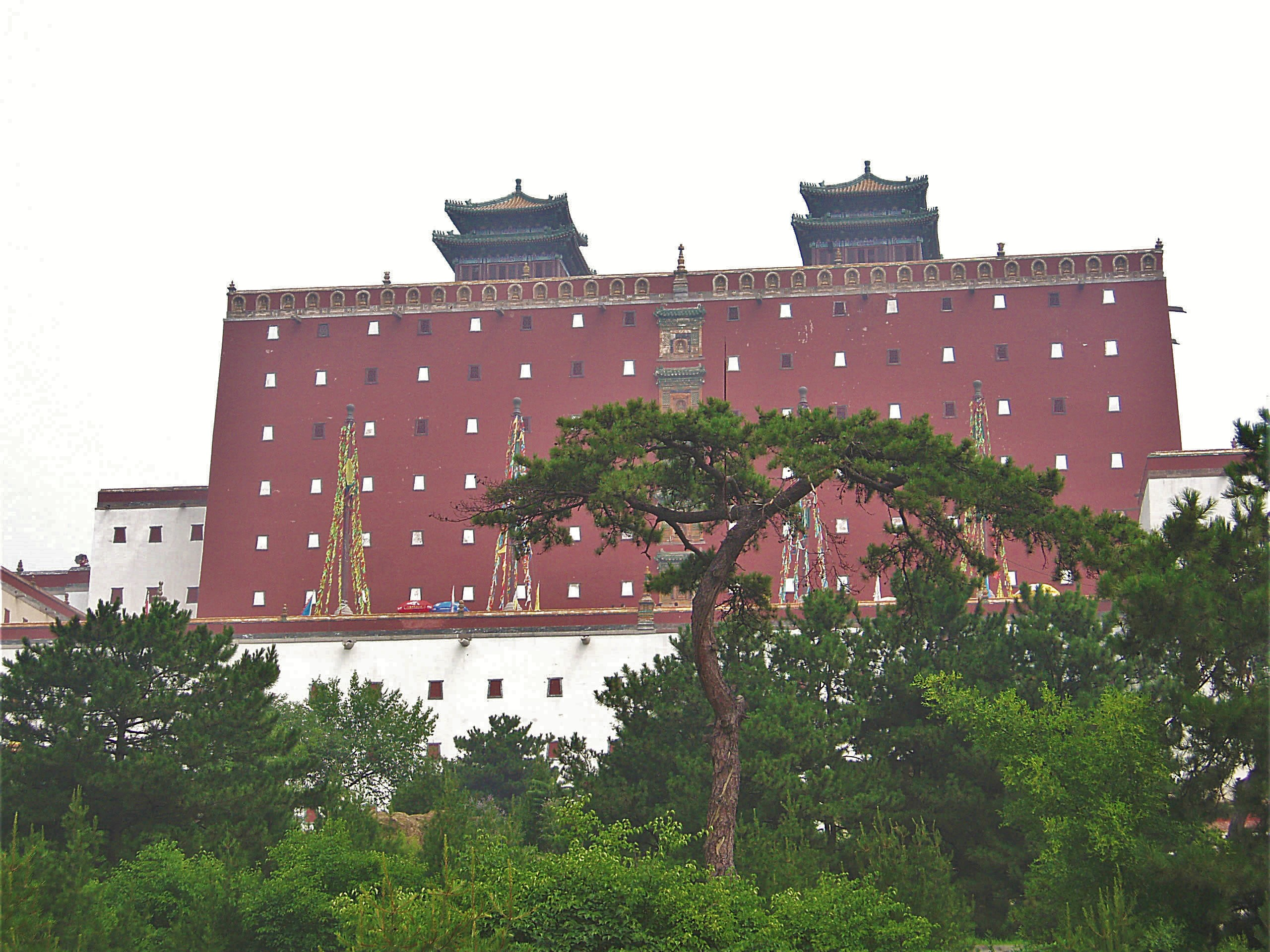
Nachbau des Potala-Palastes in Chengde

### Größte Städte
Die zehn größten Städte der Provinz mit Einwohnerzahlen der eigentlichen städtischen Siedlung auf dem Stand der Volkszählung 2020 sind die folgenden:
| Rang | Stadt        | Einwohner | Rang | Stadt       | Einwohner |
| ---- | ------------ | --------- | ---- | ----------- | --------- |
| 1    | Shijiazhuang | 5.090.440 | 6    | Xingtai     | 1.480.754 |
| 2    | Tangshan     | 2.549.968 | 7    | Zhangjiakou | 1.339.384 |
| 3    | Handan       | 2.095.134 | 8    | Langfang    | 886.490   |
| 4    | Baoding      | 1.940.384 | 9    | Hengshui    | 885.468   |
| 5    | Qinhuangdao  | 1.520.199 | 10   | Sanhe       | 760.107   |

## Demographie und Autonomie
Von den im Zensus 2000 ermittelten 66.684.419 Einwohnern der Provinz Hebei waren 95,65 % Han-Chinesen. An zweiter Stelle standen mit 3,18 % der Bevölkerung die Mandschu, an dritter Stelle die muslimischen Hui mit über 0,8 %. Die vier für die Mandschu-Minderheit eingerichteten autonomen Kreise (Fengning, Kuancheng, Qinglong, Weichang) – drei davon in der Verwaltungseinheit Chengde (Qinglong gehört zu Qinhuangdao) – machen jedoch 12,3 % der Provinzfläche aus gegenüber den beiden für die Hui eingerichteten autonomen Kreisen Dachang (Langfang) und Mengcun (Cangzhou), die nur 0,3 % der Fläche umfassen.
Nennenswert sind noch Mongolen, die vor allem im Norden Hebeis ansässig sind und über 0,25 % der Bevölkerung ausmachen. Sie teilen sich mit den Mandschu den autonomen Kreis Weichang (4,8 % der Provinzfläche). Von den 56 offiziell anerkannten Nationalitäten Chinas ist nur eine nicht unter den Einwohnern Hebeis vertreten.
Bevölkerungsentwicklung
| Jahr        | Einwohnerzahl |
| ----------- | ------------- |
| Zensus 1982 | 53.005.875    |
| Zensus 1990 | 61.082.755    |
| Zensus 2000 | 66.684.419    |
| Zensus 2010 | 71.854.210    |
| Zensus 2020 | 74.610.235    |

## Wirtschaft
Die Wirtschaft von Hebei stützt sich vor allem auf die Landwirtschaft. Die hauptsächlichen Produkte sind Getreide (v. a. Weizen, Mais, Sorghum) und Baumwolle. Hebei ist Chinas wichtigster Baumwollproduzent. Daneben gedeihen Erdnüsse, Sojabohnen und Sesam.
Die Industrie von Hebei umfasst vor allem Baumwollspinnen, Kohleverarbeitung, Stahlindustrie, Eisenindustrie, Metallverarbeitung, Chemie-, Erdöl- und Elektroindustrie, Keramikherstellung und Lebensmittelindustrie.
2023 betrug das Pro-Kopf-Einkommen 58.721 Renminbi. Hebeis industrielle Basis liegt in der Schwerindustrie, insbesondere dem klimaschädlichen Kohlebergbau und Ölfeldern.

## Verkehr
Hebei hat das dichteste Netz an nationalen Fernverkehrsstraßen und Eisenbahnlinien. Shijiazhuang und Shanhaiguan sind die beiden wichtigsten Eisenbahnknotenpunkte der Provinz. Qinhuangdao ist einer der wichtigsten Häfen in Nordchina, während Shijiazhuang das Luftverkehrszentrum ist.

## Tourismus
In Shanhaiguan, in der Nähe von Qinhuangdao befindet sich das Ende der Großen Mauer. Sie verläuft durch den nördlichen Teil der Provinz. Der Shanhaiguan ist der wichtigste Pass im Osten der Großen Mauer. Am Dachvorsprung des Osttores hängt eine Holztafel mit der Inschrift: „Erste Prüfung (Tor, Pass) auf Erden“ (天下第一关, Tiānxià Dìyī Guān). Sie wurde 1472 von einem Absolventen der kaiserlichen Prüfungen angefertigt.
Die Stadt Chengde mit ihren Tempeln gehört zum Weltkulturerbe der Vereinten Nationen. Chengde, früher unter dem Namen Jehol (auch Rehe = heißer Fluss) bekannt, liegt 250 Kilometer nordöstlich von Peking. Hier befand sich in der Qing-Dynastie der Sommerpalast des Kaisers, wo er mit seinem Hof von Mai bis Oktober residierte. Der Gebäudekomplex bedeckt 5,6 Quadratkilometer, er umfasst unter anderem neun Höfe, elf lamaistische Tempel, Gärten und Pavillons. Die Tempel sind Nachbildungen berühmter Tempel aus ganz China, z. B. aus Tibet.